# Provincia di Caltanissetta
La provincia di Caltanissetta (ufficialmente, dal 1986: provincia regionale di Caltanissetta) è stata una provincia italiana della Sicilia, comprendente 22 comuni con una popolazione di 270 519 abitanti nell'anno 2016.
Si estendeva su una superficie di 2138,37 km². Confinava a nord con la provincia di Palermo, a est con la provincia di Enna, la provincia di Catania e la provincia di Ragusa e ad ovest con la provincia di Agrigento.
Il 4 agosto 2015, la provincia regionale di Caltanissetta è stata soppressa e sostituita dal libero consorzio comunale di Caltanissetta.

## Storia
La provincia di Caltanissetta nacque quando i Borboni nel 1818 suddivisero in province la regione creando anche quelle di Palermo, Catania, Messina, Siracusa, Trapani e Agrigento. La provincia di Caltanissetta allora comprendeva il 40% di quella che dal 1926 fu provincia di Enna, compreso il capoluogo (allora Castrogiovanni) e il 10% del territorio poi assegnato alla provincia di Ragusa.
Nel periodo borbonico la storia della provincia fu strettamente legata a quella dello sfruttamento dei giacimenti di zolfo la cui proprietà era mano ad alcune famiglie nobili ma la cui concessione per lo sfruttamento era in mano a società straniere e che fu funestata da immani tragedie per incendi e crolli in cui perirono molti sconosciuti e sfruttati minatori locali, a volte poco più che bambini. In funzione delle miniere la provincia fu interessata dalle costruzioni ferroviarie della società ferroviaria settentrionale Vittorio Emanuele prima ancora che in altre zone con le direttrici, Catania-Caltanissetta-Canicattì e Canicattì-Licata completate tra il 1876 e il 1878, verso i due porti estremi di Catania e di Licata.
Con lo Statuto speciale siciliano del 1946 furono soppresse le province siciliane. Furono ricostituite nel 1963, recependo la normativa nazionale e furono trasformate in "province regionali" nel 1986.
Il 28 marzo 2014 fu prevista la soppressione delle 9 province regionali, sostituite da nove "Liberi Consorzio comunali " e 3 aree metropolitane in seguito all'entrata in vigore della legge approvata dall'Assemblea Regionale Siciliana il 12 marzo 2014.
In ottemperanza alla legge regionale del 24 marzo 2014, n. 8, recante il titolo “Istituzione dei liberi Consorzi comunali e delle Città metropolitane” e disciplinata poi con la successiva legge regionale n. 15 del 4 agosto 2015, "Disposizioni in materia di liberi Consorzi comunali e Città metropolitane", la provincia regionale di Caltanissetta è stata soppressa e sostituita dal libero consorzio comunale di Caltanissetta.

## Comuni
Al momento della soppressione appartenevano alla provincia di Caltanissetta i seguenti 22 comuni:

Gonfalone provinciale

- Acquaviva Platani
- Bompensiere
- Butera
- Caltanissetta
- Campofranco
- Delia
- Marianopoli
- Gela
- Mazzarino
- Milena
- Montedoro
- Mussomeli
- Niscemi
- Resuttano
- Riesi
- San Cataldo
- Santa Caterina Villarmosa
- Serradifalco
- Sommatino
- Sutera
- Vallelunga Pratameno
- Villalba